# 特立帕肽
特立帕肽（通用名：teriparatide，商品名：Forteo）为一种重组的人类甲状旁腺激素活性片段，具有诱导成骨细胞活性和增加新骨形成的作用，用于治疗骨质疏松。
特立帕肽中文商品名，台湾为骨穩，中国大陆为复泰奥。

## 用途
特立帕肽适用于患严重骨质疏松的患者，目前也正在进行评价该药对于治疗成骨不全症方面的药效的临床试验。
不应給存在增高的患骨肉瘤风险的患者开用特立帕肽。这样的患者包括佩吉特氏骨病（Paget's Disease of bone，畸形性骨炎）的患者、未能解释的血清碱性磷酸酶升高的患者、骺板尚未闭合的患者，或涉及到骨骼的放射性治疗前的患者。

## 副作用
最常见的副作用是恶心、腿抽筋和眩晕。使用特立帕肽的主要风险是增加罹患骨肉瘤的機率，至少在大鼠的实验研究中见到的结果是这样。在该药物上市后，已经有非常少的关于患骨肿瘤和骨肉瘤的病例报道。

## 作用机制
特立帕肽是人类副甲状腺激素（PTH）的一部分，為PTH氨基酸序列的1到34（完整的人类甲状旁腺激素含84个氨基酸）。内源性的PTH是骨和肾中钙磷代谢的主要调节因子。PTH能藉由增加蝕骨細胞活性(骨吸收)提升血清中的钙濃度，因此若有长期的PTH升高，如副甲狀腺功能亢進，骨储存將被消耗。然而若是间歇地接触PTH，成骨細胞被活化的程度會比蝕骨細胞還多。这样，每天一次注射特立帕肽具有次级新骨形成的净效果，导致骨中无机质密度的增高。
特立帕肽是第一个，也是到目前為止唯一的一個經FDA批准用于治疗骨质疏松症、刺激新骨形成的药物。

## FDA审批
美国食品药品监督管理局于2002年11月26日批准了特立帕肽用于治疗男人和绝经期妇女具有高度骨折风险的骨质疏松症。也用于治疗男性原发或由于性机能减退造成的具有高骨折风险的骨质疏松。